# Classe Linois
La classe Linois est la troisième classe de croiseurs protégés construite pour la marine française à la fin du XIXe siècle. Elle porte le nom du vice-amiral français Charles Alexandre Léon Durand de Linois (1761-1848).

## Conception
En réponse aux craintes de conflit avec l'Italie à la fin des années 1880, la marine française s'est lancée en 1890 dans un programme majeur de construction navale pour contrer la menace de la flotte italienne et celle de son allié l'Empire allemand. Le plan prévoyait un total de soixante-dix croiseurs pour servir en métropole et outre-mer dans l'empire colonial français. La classe Linois faisait partie de ce programme.
Ces navires avaient une longueur totale de 98 m, une largeur de 10,62 m et un tirant d'eau de 5,44 m. Leur déplacement était de 2285 à 2 318 tonneaux (2322 à 2 355 tonnes). L'équipage (dont le nombre a varié au cours de la carrière des bâtiments) s'élevait entre 250 et 269 officiers et hommes du rang. La propulsion était assurée par une paire de machines à vapeur à triple expansion, entraînant deux hélices. La vapeur était fournie par six chaudières à tubes de combustion au charbon qui étaient canalisées dans deux cheminées. La puissance nominale de ces machines était de 6 800 chevaux (5 100 kW), assurant une vitesse de pointe de 20,5 nœuds (38 km/h). Ces navires étaient armés d'une batterie principale de quatre canons de 138 mm disposés individuellement, dans des barbettes situées au milieu du navire, avec deux canons par bord. Ceux-ci étaient soutenus par une paire de canons de 100 mm, l'un à la proue et l'autre à la poupe. Pour la défense rapprochée contre les torpilleurs, ils possédaient huit canons Hotchkiss de 47 mm, deux canons de 37 mm et quatre canons Hotchkiss de 37 mm. Les navires étaient également armés de quatre tubes lance-torpilles de 450 mm dans la coque, au-dessus de la ligne de flottaison. Ils pouvaient aussi transporter jusqu’à 120 mines marines. La protection blindée consistait en un pont blindé courbe de 40 mm d'épaisseur, ainsi qu'un blindage de 138 mm sur le château.

## Les unités de la classe
| Nom       | Lancement     | Chantier naval                                           | Fin de carrière         | Photo |
| --------- | ------------- | -------------------------------------------------------- | ----------------------- | ----- |
| Linois    | janvier 1894  | Forges et chantiers de la Méditerranée, La Seyne-sur-Mer | 1910                    |       |
| Galilée   | avril 1896    | Arsenal de Rochefort                                     | rayé des listes en 1911 |       |
| Lavoisier | 17 avril 1896 | Arsenal de Rochefort                                     | rayé des listes en 1920 |       |